# 兵庫県道430号東河内安富線
兵庫県道430号東河内安富線（ひょうごけんどう430ごう ひがしごうちやすとみせん）は、兵庫県宍粟市から姫路市に至る一般県道である。

## 概要
宍粟市一宮町東河内から姫路市安富町安志に至る。

### 路線データ
- 起点：宍粟市一宮町東河内（兵庫県道8号加美宍粟線）
- 終点：姫路市安富町安志（安志東交差点、兵庫県道23号三木宍粟線交点）
- 総延長：15.950 km
- 通行不能区間
  - 宍粟市一宮町東河内 - 宍粟市一宮町東市場
  - 宍粟市一宮町東市場 - 姫路市安富町関

## 地理

### 通過する自治体
- 兵庫県
  - 宍粟市 - 姫路市

### 交差する道路
| 交差する道路            | 市町村名 | 交差する場所 | 交差する場所        |
| ----------------------- | -------- | ------------ | ------------------- |
| 兵庫県道8号加美宍粟線   | 宍粟市   | 一宮町東河内 | 起点                |
| 通行不能区間            |          |              |                     |
| 兵庫県道522号名坂宍粟線 | 姫路市   | 安富町名坂   |                     |
| 兵庫県道23号三木宍粟線  | 姫路市   | 安富町安志   | 安志東交差点 / 終点 |

### 沿線
- 鹿ヶ壺
- 安富ダム
- 姫路市立安富北小学校
- 富栖郵便局
- 姫路市立安富中学校